# Бастія (футбольний клуб)
Бастія (фр. Sporting Club de Bastia) — французький футбольний клуб з однойменного корсиканського міста. Клуб виступає у Лізі 2 (2-й рівень), домашні матчі проводить на стадіоні Арман-Сезарі, що здатний вмістити близько 16,5 тисяч вболівальників.

## Історія

### Перші роки
Спортивний Клуб «Бастія» був заснований в 1905 році швейцарським емігрантом на прізвище Рюш (нім. Ruesch). Першим президентом «Бастії» став Еміль Брандізі.
Статус професійного клубу «Бастія» отримала в 1965 році, й тоді ж почала виступи в Лізі 2. Провівши три непоганих сезони, в 1968 році виграла свій дивізіон і завоювала право виступати в еліті футбольної Франції. Перший сезон став складним, але «Бастія» успішно боролася за виживання. У 1972 році клуб дійшов до фіналу Кубка Франції, де з рахунком 1:2 поступилася марсельському «Олімпіку». Вихід у фінал національного кубка дозволив клубу дебютувати в єврокубках. Втім далеко пройти «Бастії» не вдалося: в першому ж раунді команда зазнала поразки за сумою двох матчів (0:0 і 1:2) від мадридського «Атлетіко».

### Кубок УЄФА 1977—1978
У 1977 році «Бастія» завоювала право грати в Кубку УЄФА, дебют в якому став більш вдалим. Клуб послідовно вибив «Спортинг», «Ньюкасл Юнайтед», «Торіно», а також «Карл Цейс» і «Грассгоппер», лише в фіналі поступившись ПСВ.
Перший матч фіналу проходив 26 квітня 1978 на стадіоні Арман Сезарі. Незважаючи на проливний дощ, югославський арбітр не наважився перенести гру, й матч, що проходив за переваги господарів, завершився нульовою нічиєю.
У матчі-відповіді, 9 травня, рівність в рахунку зберігалося до 24-ї хвилини, коли Віллі ван де Керкгоф відкрив рахунок. У другій половині зустрічі суперник забив ще два голи і оформив свою перемогу.
Цей фінал став одним з найвизначніших успіхів «Бастії». Клуб із 40 тисячного містечка перевершив більш заможні європейські команди.

### ХХІ століття
У 2005 році після вильоту клубу в Лігу 2 в «Бастії» почалася криза. За підсумками сезону 2009—2010 команда вилетіла в третій дивізіон. У сезоні 2010—2011 клуб виграв цей турнір і отримав підвищення. А в наступному сезоні «Бастія» посіла 1 місце в Лізі 2 і вийшла у вищу лігу. У Лізі 1 перші два сезони команда під керівництвом Фредеріка Антца займала місця в середині таблиці. У сезоні 2014—2015 головним тренером команди став відомий футболіст Клод Макелеле. Однак співпраця Макелеле і «Бастії» була недовгою й безрезультатною. 3 листопада 2014 року клуб і тренер розірвали контракт. Новий тренер Гіслен Принта зумів не тільки врятувати команду від вильоту, але й вивести її у фінал Кубка французької ліги. Матч проти «Парі Сен-Жермен» на стадіоні Стад де Франс завершився перемогою суперника.

## Досягнення

### Національні
Ліга 2:
- Чемпіон (2): 1968, 2012

Ліга 3:
- Чемпіон (1): 2011

Кубок Франції:
- Володар (1): 1981
- Фіналіст (2): 1972, 2002

Кубок Ліги:
- Фіналіст (2): 1995, 2015

Суперкубок Франції:
- Володар (1): 1972

Чемпіонат Корсики:
- Чемпіон (17): 1922, 1927, 1928, 1929, 1930, 1931, 1932, 1935, 1936, 1942, 1943, 1946, 1947, 1949, 1959, 1962, 1963

Кубок Корсики:
- Володар (15):1928, 1929, 1930, 1931, 1932, 1936, 1943, 1946, 1951, 1954, 1958, 1959, 1960, 1962, 2019

### Міжнародні
Кубок Інтертото:
- Володар (1): 1997

Кубок УЄФА:
- Фіналіст (1): 1978